# Batalla d'Heliòpolis
La batalla d'Heliòpolis va ser una batalla decisiva del segle vii entre els exèrcits musulmans i romans d'Orient pel control d'Egipte. La victòria musulmana va marcar l'inici de la pèrdua dels territoris d'Egipte per part dels romans i l'inici de l'expansió musulmana per l'Exarcat d'Àfrica.

## Invasió àrab d'Egipte
L'atac a Àfrica va ser xocant i inesperat per als romans d'Orient. Els generals d'Heracli li havien fet saber que els musulmans necessitarien almenys una generació per assimilar la conquesta de Pèrsia abans d'emprendre noves campanyes. L'emperador, que es trobava en un moment de fragilitat, va confiar equivocadament en aquests consells.
L'any 639, menys d'un any després de la caiguda de l'Imperi Sassànida, un exèrcit d'uns 4000 homes comandat per Amr ibn al-As va començar la invasió de la diòcesi d'Egipte. Aquesta força, relativament petita, va marxar des de Síria a través d'El-Arish i va capturar Farama amb relativa facilitat i va aturar-se un mes després de completar la conquesta de Bilbeis. A continuació els àrabs es van moure ràpidament amb un petit destacament que va fer incursions rere les línies enemigues, sembrant el caos i assetjant la Fortalesa de Babilònia, que va aguantar durant set mesos. Mentrestant, Amr i el seu exèrcit van moure's cap un assentament del Nil anomenat Umm Dunein. El setge sobre aquesta ciutat va ser particularment difícil, ja que Amr i els seus genets no tenien maquinària de setge i els romans els superaven àmpliament en nombre. Malgrat això van aconseguir prendre la posició i travessar el Nil, fins a el Faium. En paral·lel, un segon exèrcit enviar per Úmar va arribar a Heliòpolis (l'actual Ayn Shams) i va posar-hi setge. Amr va anar a trobar-se amb aquest segon exèrcit i junts van preparar-se per avançar cap a Alexandria. No obstant això, els exploradors van informar de moviment de tropes romanes que anaren a trobar-los.

## Batalla
En aquest punt, l'exèrcit àrab unificat i liderat per Amr, va trobar-se amb l'exèrcit romà. La batalla va tenir lloc en algun moment a principis o mitjans del juliol de 640, prop de l'antiga ciutat d'Heliópolis. Les forces àrabs sumàven uns 15.000 homes i les forces romanes, comandades per Teodor, s'estimen en 20.000 efectius.
La derrota va representar repetir el fracàs de la campanya anterior a Síria i la pèrdua de la província d'Egipte, la més valuosa de l'imperi en l'àmbit econòmic després d'Anatòlia.
Els historiadors destaquen la lentitud de resposta per part dels romans. Mentre que alguns atribueixen la manca de mobilització a un boicot per part dels coptes cristians, altres simplement fonamenten la victòria àrab en el caràcter i lideratge singular d'Amr.
A l'inici de la batalla, quan l'exèrcit romà va començar a apropar-se, Amr va separar dues unitats del cos principal de l'exèrcit, amb un destacament sota el comandament d'un comandant de confiança, Kharija. Aquesta unitat es va dirigir cap a l'est als turons propers, on van aconseguir amagar-se i caure posteriorment sobre flanc o la rereguarda romana, molt més vulnerable. El segon destacament va ser enviat al sud, tallant la retirada de Teodor. El primer atac des del darrere va crear un caos total a les files romanes i, a mesura que les tropes de Teodor intentaven fugir cap al sud, van ser atacades pel segon destacament, col·locat allà per aquest propòsit. Això va completar la desbandada final i la derrota de l'exèrcit romà, el qual havia fugit en totes direccions.
Teodor, juntament amb una petita part del seu exèrcit va sobreviure, mentre els àrabs van matar o capturar la resta. En les seqüeles de la batalla, la major part del sud i el centre d'Egipte van caure sota les forces d'Amr. La derrota a Heliòpolis va ser decisiva, ja que va eliminar l'última força romana que quedava entre els invasors islàmics i el cor d'Egipte. Així mateix, la derrota va encoratjar revoltes internes d'egipcis monofisistes, entre d'altres, que havien patit persecucions a mans dels romans. Els grecs d'Egipte, que eren en aquell moment l'elit governant del país, amb prou feines arribaven al 10% de la població i es van veure desbordats per la defecció de la població nativa durant la invasió.
Part de la població, que havia sentit que els califes eren millors governants i exigien menys impostos, van arribar a alinear-se amb els àrabs per combatre contra els romans. Alguns coptes van acabar convertint-se a l'islam i a d'altres, a canvi de tributs i suports per a les forces d'ocupació, se'ls va permetre seguint practicant la seva fe. Alguns d'aquests privilegis però, van acabar-se amb l'ascens del Califat omeia, que va exigir dels coptes més impostos del que mai havien pagat als romans d'Orient.

## Conseqüències
Durant el següent any i mig les campanyes van succeir-se fins a la rendició formal d'Alexandria el 4 de novembre de 641. La batalla d'Heliòpolis va ser crucial per a la caiguda de l'Exarcat d'Àfrica, que va privar els romans d'una font vital d'aliments i recursos. La mar Mediterrània, que havia estat durant segles un "llac interior" de l'Imperi Romà, estava ara en disputa per les dues potències rivals, cosa que va permetre als àrabs iniciar la Conquesta del Magrib durant les següents dècades. Malgrat això, les mítiques Muralles de Constantinoble van suportar dos setges àrabs, protegint les possessions europees de l'Imperi Romà d'Orient.